# Triumph (Triumph)
Triumph è l'album di debutto del gruppo musicale Triumph, pubblicato nel 1976.

## Tracce
1. "24 Hours a Day" (Emmett) – 4:35
2. "Be My Lover" (Emmett)    – 3:17
3. "Don't Take My Life" (Moore) – 4:45
4. "Street Fighter" (Moore)     – 3:30
5. "Street Fighter (Reprise)" (Moore) – 3:02
6. "What's Another Day of Rock 'n' Roll" (Moore) – 4:49
7. "Easy Life" (Levine) – 3:56
8. "Let Me Get Next to You" (Moore) – 3:00
9. "Blinding Light Show/Moonchild" (Emmett, Brockway, Young/Emmett) – 8:43

## Formazione
- Gil Moore - batteria, voce
- Mike Levine - basso, tastiera, cori
- Rik Emmett - chitarra, voce